# Vehicul electric hibrid

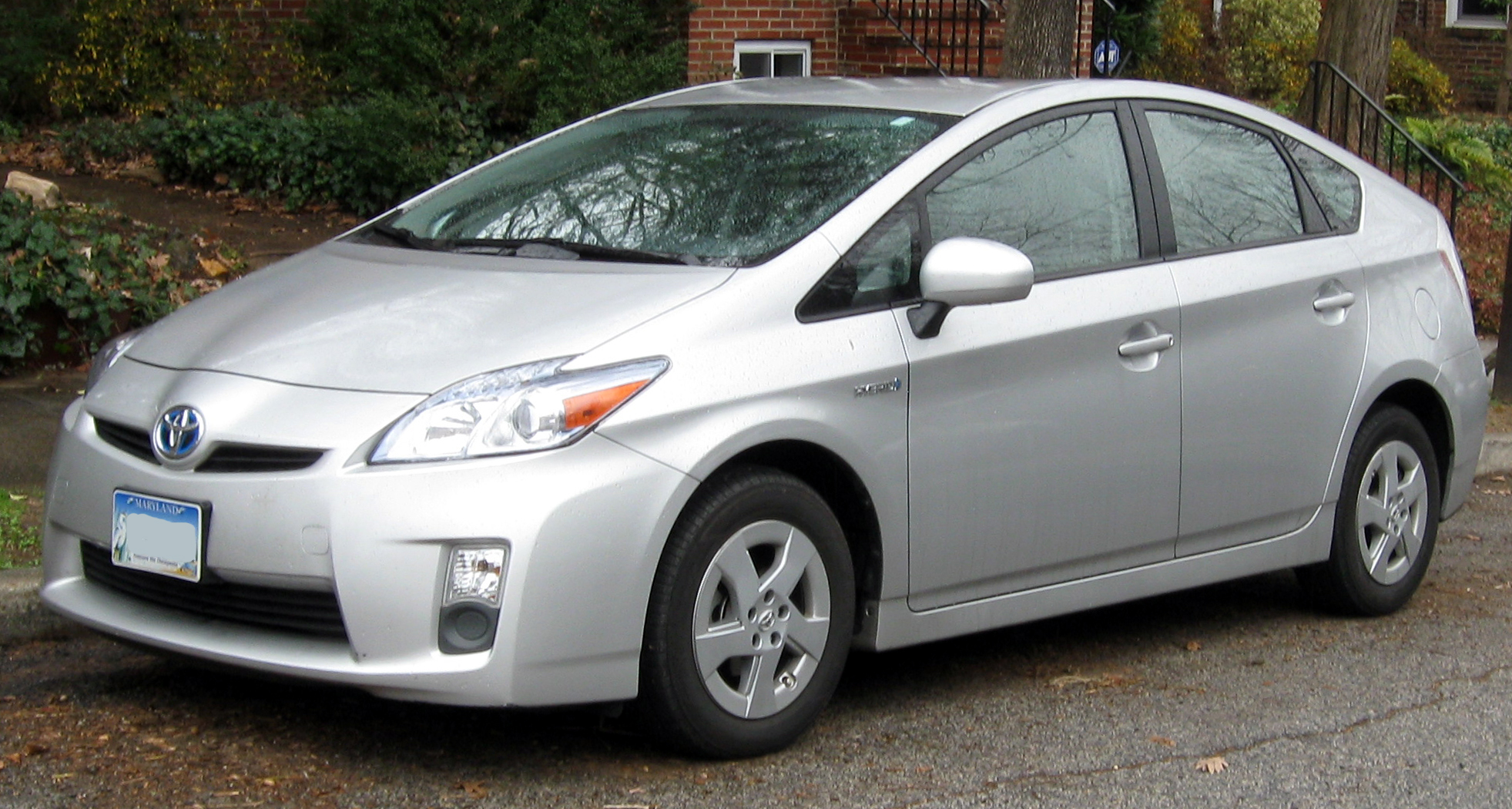
Toyota Prius este cel mai vândut autoturism hibrid din lume, cu peste 3 milioane de bucăți până în iunie 2013

Un vehicul electric hibrid (engleză hybrid electric vehicle – HEV) este un tip de vehicul hibrid acționat de două sisteme de propulsie, unul convențional, format dintr-un motor cu ardere internă (MAI) și unul electric, format din unul sau mai multe motoare electrice. Prezența sistemului de propulsie electric are scopul de a mări economicitatea sau performanțele vehiculului. În funcție de performanțele în regim de vehicule pur electrice există mai multe tipuri de vehicule electrice hibride. Cele mai comune sunt autoturismele hibride, dar există și furgonete sau autobuze electrice hibride.
Vehiculele electrice hibride moderne folosesc tehnologii noi, ca frânarea regenerativă, care, în loc să disipeze energia cinetică a vehiculului în mediul ambiant sub formă de căldură — cum fac sistemele de frânare convenționale — o recuperează sub formă de energie electrică, care este stocată în acumulatori. Unele vehicule electrice hibride își folosesc motorul cu ardere internă pentru antrenarea unui generator electric, curentul produs fiind stocat în acumulatori sau alimentând direct motoarele electrice de propulsie. Unele vehicule electrice hibride reduc emisiile la ralanti (en) oprind motorul cu ardere internă în loc să-l lase să meargă în gol și repornindu-l la plecare, metodă cunoscută ca sistem start-stop. Un vehicul electric hibrid are emisii mai mici ale motorului cu ardere internă deoarece acel motor poate fi dimensionat mai mic și poate funcționa într-un regim optim, unde randamentul motorului este maxim, respectiv consumul specific de combustibil este minim, ceea ce conduce la un consum de combustibil mai redus.
În 1901 Ferdinand Porsche a produs Lohner-Porsche Mixte Hybrid, primul vehicul hibrid pe benzină–electric din lume. Însă vehiculele electrice hibride nu s-au răspândit până când n-a apărut Toyota Prius în Japonia în 1997, urmat de Honda Insight în 1999. Datorită prețului scăzut al benzinei inițial vehiculele electrice hibride nu erau considerate necesare, însă creșterea prețului petrolului a determinat ca începând din 2000 industria automobilistică să le producă la scară mai mare, fiind considerate de viitor.
Până în iulie 2015 fuseseră comercializate peste 10 milioane de vehicule electrice hibride, Toyota cu peste 8 milioane și Honda cu peste 1,35 milioane, Ford Motor Company cu peste 424 de mii de vehicule hibride vândute în SUA.
și Hyundai Group, icluzând Hyundai Motor Company și Kia Motors cu 200 de mii. Cel mai vândut tip de vehicul electric hibrid este din familia Toyota Prius, cu peste 5,2 milioane vândute, din care peste 3,5 milioane din modelul modernizat. Japonia și SUA sunt cele mai mari piețe de desfacere, Japonia cu 4 milioane și SUA cu peste 3,5 milioane. Modelul Prius clasic este cel mai vândut, atât în Japonia, cât și în SUA, cu peste 1 milion de bucăți vîndute până în aprilie 2011. În Japonia, din 2013 ponderea în vânzări a vehiculelor electrice hibride a fost de circa 30 % global și 20 % la autoturisme. Următoarea este Olanda, cu o pondere în vânzări a vehiculelor electrice hibride de 4,5 % în 2012.

## Clasificare

### Tipuri, după arhitectură

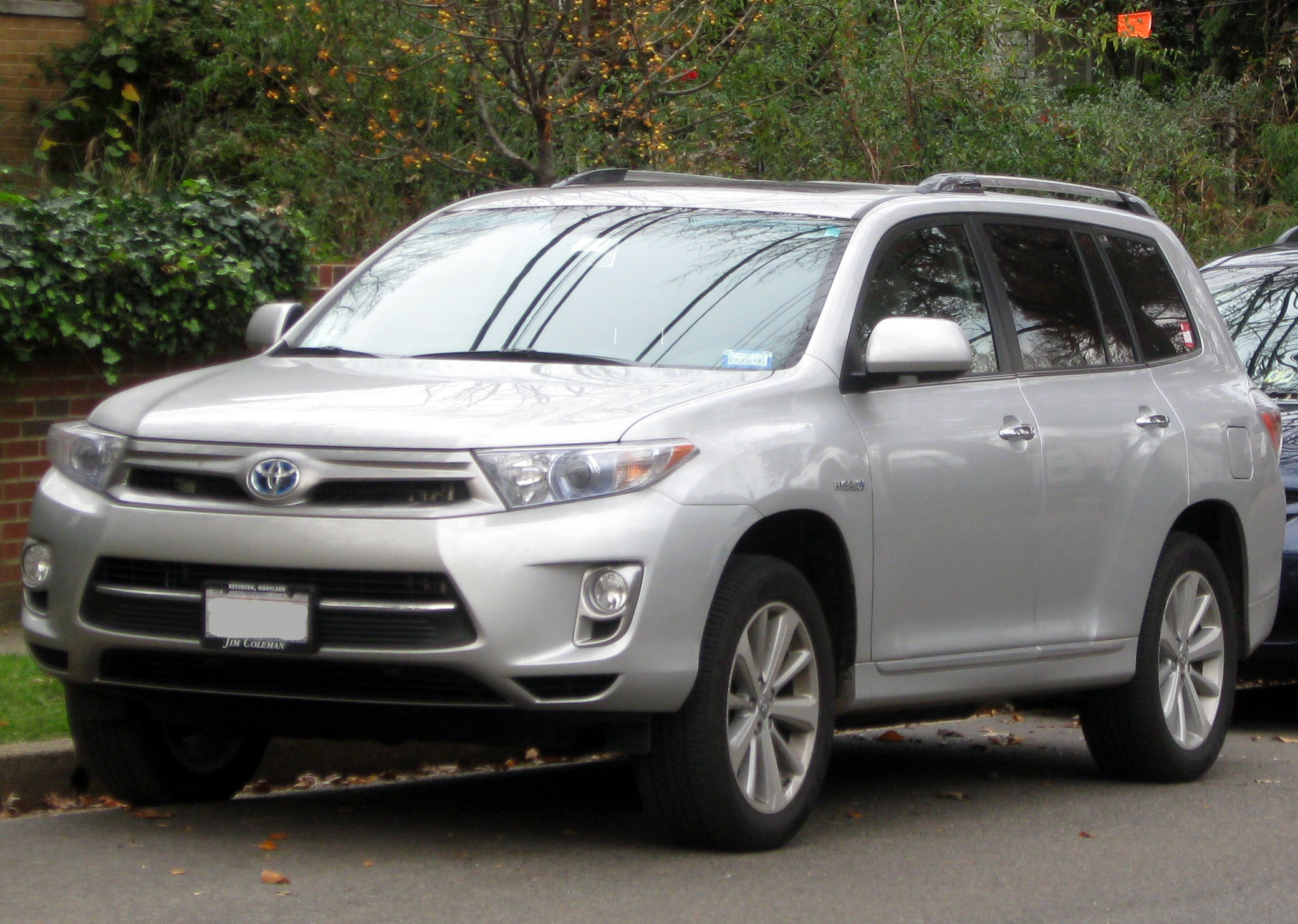
Toyota Highlander Hybrid are o arhitectură serial-paralelă

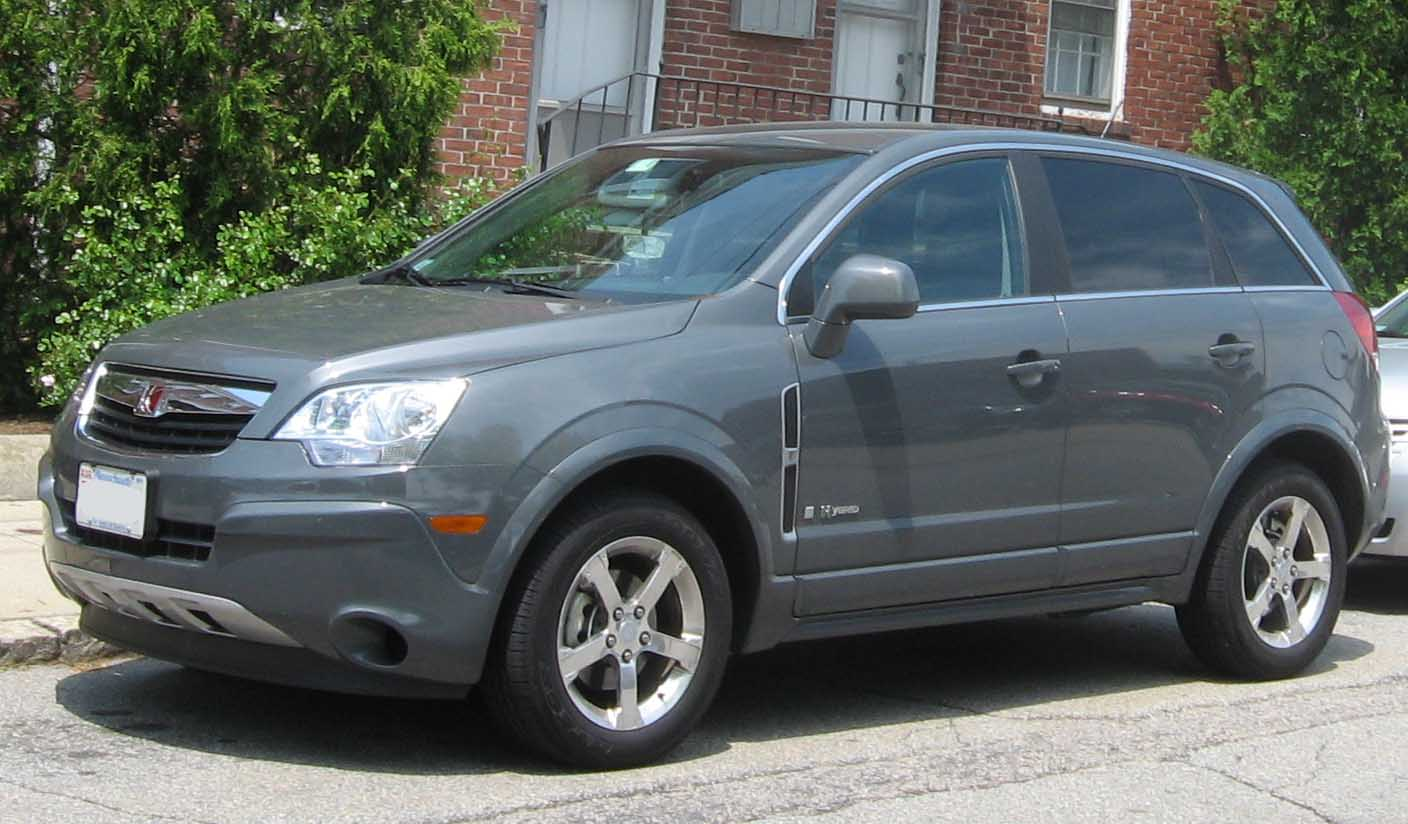
Saturn Vue Green Line este un vehicul electric parţial hibrid

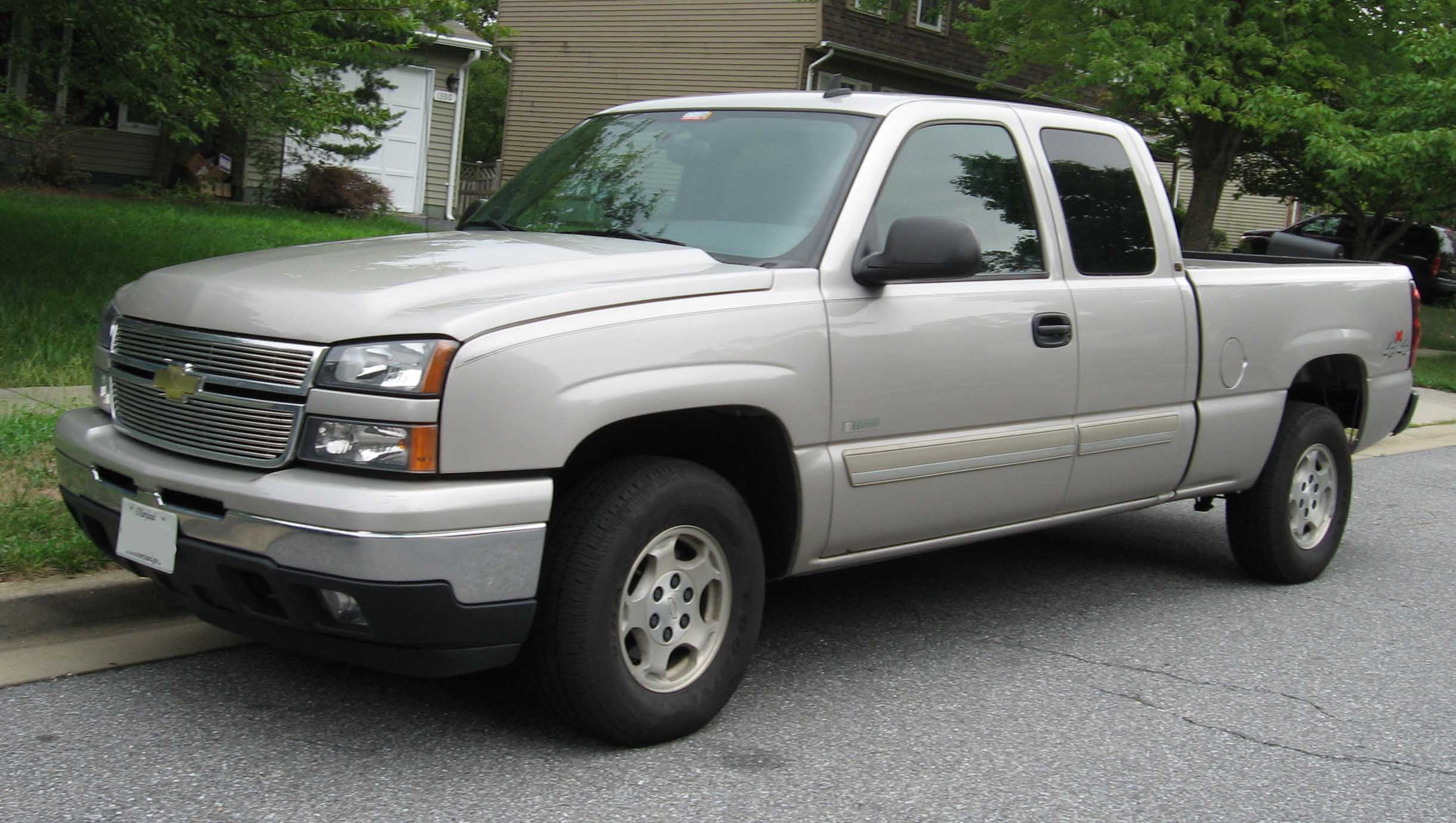
Chevrolet Silverado Hybrid (anii 2005–2006) este un vehicul electric parţial hibrid, care foloseşte motorul electric în special pentru acţionarea accesoriilor

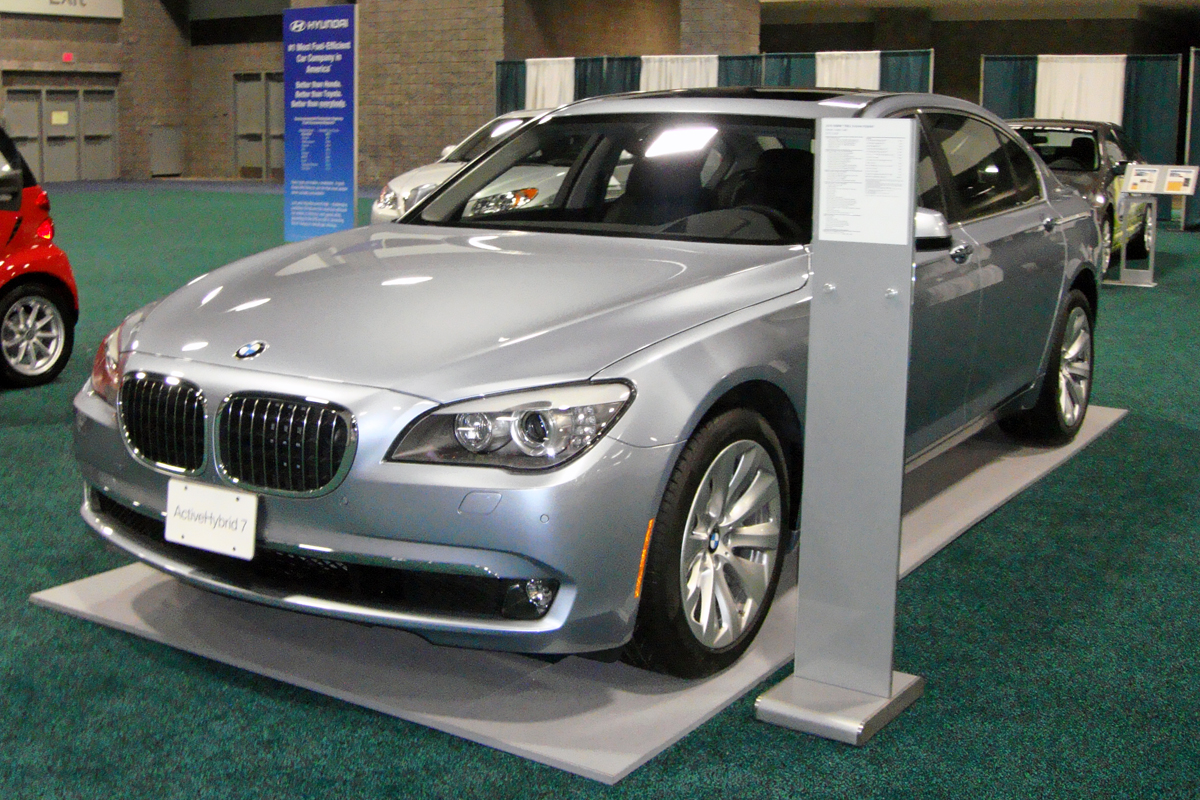
BMW Concept 7 Series ActiveHybrid este un vehicul electric parţial hibrid cu motorul electric destinat creşterii performanţelor

Vehiculele electrice hibride se pot clasifica În funcție de arhitectură, adică de modul în care motoarele asigură propulsia:
- La vehiculele electrice hibride de tip paralel (en) motorul cu ardere internă și cel electric sunt conectate ambele la transmisie (micanică) (en) și pot antrena roțile simultan, de obicei printr-o transmisie obișnuită. Exemple de vehicule electrice hibride sunt Honda Insight, Honda Civic Hybrid, Honda Accord Hybrid, echipate cu sistemul de tip Honda de asistență integrată a motorului (engleză Honda's Integrated Motor Assist – IMA), și Chevrolet Malibu hibrid, echipat cu sistemul alternator/demaror cu curea de tip GM (engleză GM Belted Alternator/Starter – BAS Hybrid).[22] La majoritatea acestor vehicule în timpul staționării motorul cu ardere internă poate antrena generatorul pentru a încărca acumulatorii.

- La vehiculele electrice hibride de tip serial (en) propulsia este asigurată doar de motoarele electrice, motorul cu ardere internă (dimensionat mai mic) antrenează doar generatorul electric care alimentează motoarele electrice și încarcă acumulatorii. Acumulatorii instalați pe ele au o capacitate mai mare decât la cele paralele, ridicînd prețul de cost. Însă motorul cu ardere internă poate lucra exclusiv în regim optim, ceea ce reduce la maximum consumul de combustibil la circulația în oraș.[22]

- Vehiculele electrice hibride de tip serial–paralel (en) combină avantajele arhitecturilor paralelă și serială, însă sunt mai complicate, ceea ce le face să aibă un preț mai ridicat. Ele sunt mai eficiente la orice regim, deoarece arhitectura serială este mai eficientă la viteze mici, iar cea paralelă la viteze mari.[22] Exemple de vehicule cu arhitecturi serial–paralele sunt cele produse de Ford, General Motors, Nissan, și Toyota.[22][23]

În mod obișnuit la toate arhitecturile de mai sus se recuperează energia de frânare pentru a reîncărca acumulatorii.

### Tipuri, după gradul de hibridizare
- În sens obișnuit, vehiculele electrice hibride pot fi propulsat fie doar de motorul cu ardere internă, fie doar de cel sau cele electrice, fie de ambele simultan.[24] Toyota Prius, Ford Escape Hybrid, și Ford Fusion Hybrid sunt exemple de vehicule electrice hibride, deoarece pot fi propulsate și doar electric. Propulsia exclusiv electrică necesită o capacitate mare a acumulatorilor, ceea ce mărește prețul acestor vehicule.

- Vehiculele electrice parțial hibride sunt vehicule care nu pot fi propulsate doar de motorul electric, deoarece acest motor nu este dimensionat să propulseze aceste vehicule singur.[24][25] Vehiculele electrice parțial hibride au unele elemente ale vehiculelor electrice hibride, elemente care asigură o oarecare reducere a consumului de combustibil, de circa 15 % în circulația urbană și de 8–10 % global (urban și interurban).[24][25] Un autovehicul electric parțial hibrid este de fapt un autovehicul convențional cu un alternator/demaror mai robust, format de obicei dintr-un motor electric cu stator liber care joacă rolul de convertizor de cuplu, furnizând o putere suplimentară la accelerare. Demarorul puternic permite oprirea motorului cu ardere internă la mersul la vale, frânare sau oprire, cu repornirea lui ușoară când este nevoie. Motorul electric asigură antrenarea accesoriilor când motorul cu ardere internă este oprit și tot el asigură recuperarea energiei de frânare. Comparativ cu cele hibride, vehiculele parțial hibride au motoare/generatoare mai mici și acumulatori de capacitate mai mică, ceea ce reduce prețul lor, dar și performanțele lor sunt mai mici,[25] în special la mersul pe autostradă.[22]

Exemple de astfel de vehicule sunt Honda Insight din prima generație, și pick-up-ul Chevrolet Silverado Hybrid.

### Vehicule electrice hibride reîncărcabile

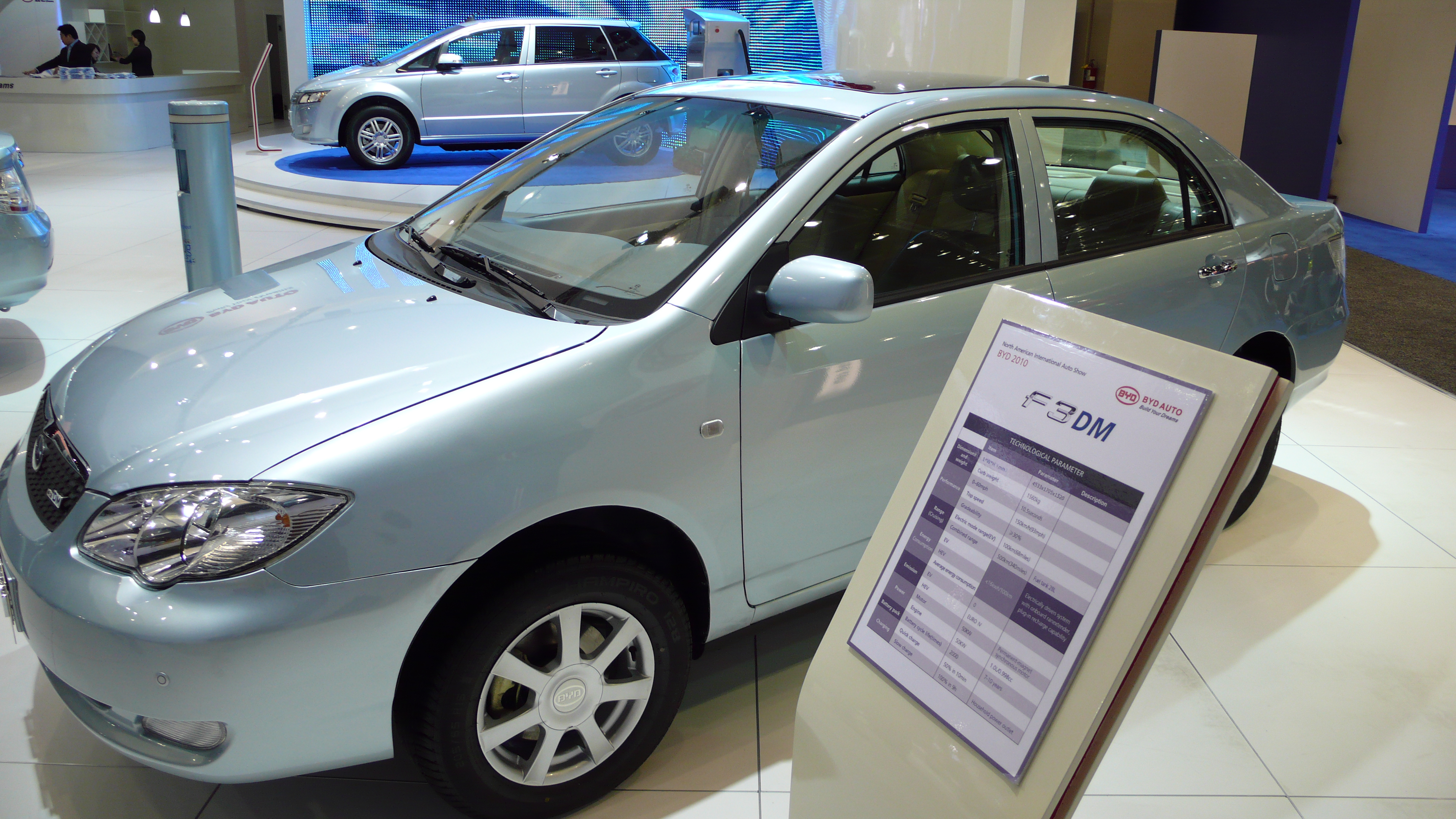
BYD F3DM este primul hibrid reîncărcabil de serie, cu o autonomie în regim electric de 60–100 km (40–60 mile)

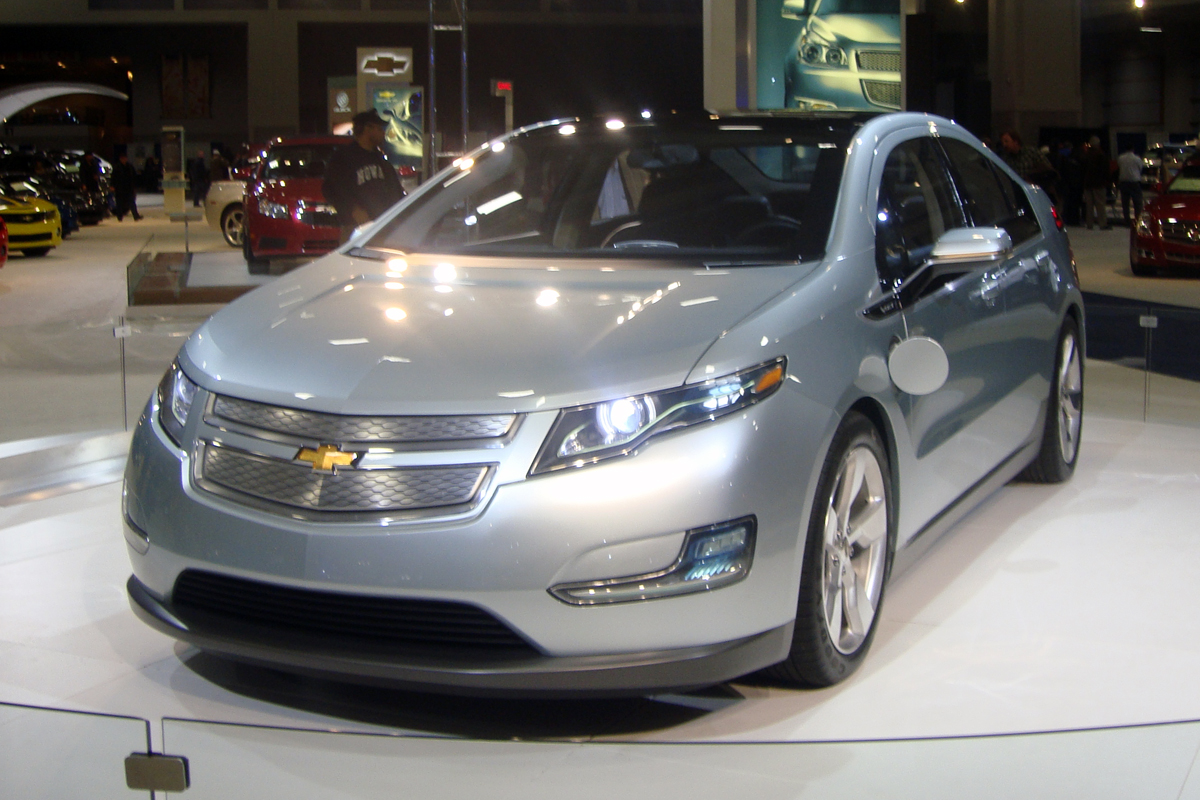
Chevrolet Volt este un hibrid reîncărcabil cu o autonomie în regim electric de 55 km (35 mile)

Un vehicul electric hibrid reîncărcabil (en) (engleză plug-in hybrid electric vehicle – PHEV), cunoscut și ca „hibrid reîncărcabil”, este un vehicul electric hibrid ai cărui acumulatori pot fi reîncărcați de la rețeaua electrică. Acest tip de vehicul combină caracteristicile vehiculelor electrice hibride (are atât motor du ardere internă cât și motor electric) cu ale vehiculelor electrice (are acumulatori și sistem de încărcare a lor de la rețea). Vehiculele electrice hibride reîncărcabile au o autonomie în regim electric mai mare decât cele electrice hibride și elimină teama de a rămâne în drum specifică automobilelor electrice, deoarece la nevoie motorul cu ardere internă poate încărca acumulatorii.
Exemple de astfel de automobile sunt F3DM PHEV-62 hatchback din China, cu o autonomie electrică de 62 mile = 100 km, care costa în 2008 circa 150 000 de yuani (22 000 USD). General Motors a lansat în 2011 Chevrolet Volt reîncărcabil, care a detronat Toyota Prius drept cel mai economic autoturism vândut în SUA.